# SN 2009cn
SN 2009cn – supernowa typu Ia odkryta 21 marca 2009 roku w galaktyce A110306+5009. W momencie odkrycia miała maksymalną jasność 19,80m.